# 無敵少俠 (動畫)
《無敵少俠》（英語：Invincible）是美國超級英雄成人動畫影集，故事改編自勞勃·柯克曼和科瑞·沃克共同創作的同名超級英雄角色。該劇於2021年3月25日在Amazon Prime Video首播。2021年4月，Amazon宣佈續訂了第二季和第三季。

## 劇情大綱
馬克·葛瑞森是個平凡的青少年，他的父親諾蘭是地球上最強的超級英雄。在他的17歲生日後不久，馬克開始出現超能力並經由父親進行訓練。

## 角色

### 葛瑞森一家
- 史蒂芬·連 聲演 馬克·葛瑞森／無敵少俠（Mark Grayson / Invincible）
- 吳珊卓 聲演 黛比·葛瑞森（Debbie Grayson）
- J·K·西蒙斯 聲演 諾蘭·葛瑞森／全能人（英语：Omni-Man）

### 地球守護者

#### 新成員
- 柴克瑞·昆杜 聲演 機器人（Robot）
  - 羅斯·馬奎德（英语：Ross Marquand） 聲演 魯道夫·「魯迪」·康納斯（Rudolph "Rudy" Connors）
- 吉利安·雅各布斯 聲演 珊曼莎·伊芙·威金斯／原子伊芙（英语：Atom Eve）
- 傑森·曼薩凱斯（英语：Jason Mantzoukas） 聲演 雷克斯·史隆／爆破雷克斯（英语：Rex Splode）
- 瑪萊斯·裘 聲演 凱特·查／雙倍凱特（Kate Cha / Dupli-Kate）
- 格蕾·德萊勒 聲演 縮縮芮（Shrinking Rae）
  - 德萊勒也聲演亞曼達／怪獸女孩（Amanda / Monster Girl）
- 凱瑞·派頓（英语：Khary Payton） 聲演 馬可斯·格林蕭／黑參孫（Markus Grimshaw / Black Samson）

#### 元祖成員
- 蘿倫·科漢 聲演 荷莉／戰爭女超人（Holly / War Woman）
- 索妮瓜·馬丁-葛林 聲演 艾倫娜／綠幽靈（Alana / Green Ghost）
- 查德·科爾曼 聲演 火星人（Martian Man）
- 邁克·庫立茲 聲演 約瑟夫／赤速（Josef / Red Rush）
- 藍尼·詹姆斯（英语：Lennie James） 聲演 夜翼（Darkwing）
- 羅斯·馬奎德 聲演 永生俠（The Immortal） 
  - 馬奎德也聲演海王（Aquarus）

### 地球防衛機構
- 華頓·哥金斯 聲演 西索·史泰德曼（Cecil Stedman）
- 克里斯·達瑪托普拉斯 聲演 唐納·弗格森（Donald Ferguson）

### 行星聯盟
- 塞斯·羅根 聲演 外星人艾倫（Allen the Alien）

### 反派
- 克里斯·達瑪托普拉斯 聲演 地震博士（Doc Seismic）
  - 達瑪托普拉斯也聲演庫爾斯克（Kursk）
- 馬赫夏拉·阿里 聲演 泰坦（Titan）
- 凱文·麥可·理查森 聲演 莫勒雙子（The Mauler Twins）
- 麥可·多恩（英语：Michael Dorn） 聲演 索克／戰獸（Thokk / Battle Beast）
- 伊薩·米勒 聲演 D·A·辛克萊（D.A. Sinclair）
- 傑佛瑞·唐納文 聲演 機器頭（Machine Head）
- 佛萊德·塔塔薛瑞（英语：Fred Tatasciore）聲演 殺炮（Kill Cannon）

### 其他角色
- 安德魯·蘭內斯 聲演 威廉·克拉克威爾（William Clockwell）
- 薩琪·畢茲 聲演 安柏·班奈特（Amber Bennett）
- 馬克·漢米爾 聲演 亞特·羅森邦（Art Rosenbaum）
- 妮可·拜爾（英语：Nicole Byer） 聲演 凡妮莎（Vanessa）
- 克蘭西·布朗 聲演 達米安·暗血（Damien Darkblood）
- 梅·惠特曼 聲演 飛踢與戰鬥大師（Dropkick and Fightmaster）
- 喬·漢姆 聲演 史蒂夫（Steve）
- 史恩·派屈克·湯瑪斯（英语：Sean Patrick Thomas） 聲演 史蒂夫的同事（Steve's coworker）
- 馬克斯·伯克霍爾德（英语：Max Burkholder） 聲演 麥特（Matt）
- 強納森·葛洛夫 聲演 瑞克·謝里丹（Rick Sheridan）
- 弗瑞德·塔塔薛瑞 聲演 亞當·威金斯（Adam Wilkins）
- 格蕾·德萊勒 聲演 伊芙的媽媽（Eve's mother）
- 吉蒙·韓蘇 聲演 火星皇帝（The Martian Emperor）
- 蕾荷拉·法扎（英语：Zehra Fazal） 聲演 火星探險女太空人（Mars Expedition Woman Astronaut）
- 賈斯汀·羅蘭德 聲演 道格·切斯頓（Doug Cheston）
- 雷吉納·威爾強森（英语：Reginald VelJohnson） 聲演 凱爾（Kyle）
- 李源颖 导演 声优 作品的主要人物

## 集數
| 集數 | 標題                   | 導演           | 編劇            | 上線日期      |
| --- | ---------------------- | -------------- | --------------- | ------------- |
| 1 | 該是時候了（It’s About Time）         | Robert Valley  | Robert Kirkman  | 2021年3月25日 |
| 當邪惡科學家莫勒雙子襲擊白宮時，地球守護者和諾蘭·葛瑞森／全向俠出面擊退他們。諾蘭的兒子馬克繼承父親的維特魯姆星血統，是見義勇為的好青年，雖然他的超能力尚待覺醒，但還是在同學安柏被托德騷擾時出面幫她，並被托德打倒在地，安柏反過來救了馬克並對他產生好感。之後馬克出現了超能力，諾蘭原本半信半疑，但他還是訓練馬克，並且不慎用力過猛。馬克穿上自製英雄戰服，阻止一起搶劫，但立刻就被諾蘭發現。在和兒子談心後，諾蘭帶他去見超級英雄戰服裁縫師亞特。馬克決定自己的超級英雄名稱是「無敵少俠」後，亞特為他設計一套合適的戰服。之後諾蘭暗殺了所有地球守護者，並因為地球守護者的抵抗所造成的傷害而昏迷不醒。                                                                               |                        |                |                 |               |
| 2 | 姑且一試（Here Goes Nothing）           | Paul Furminger | Simon Racioppa  | 2021年3月25日 |
| 昏迷的諾蘭在醫院接受治療，地球防衛機構主管西索差人通知馬克和他母親黛比。此時來自異次元的弗拉克森人部隊正在侵略地球，無敵少俠挺身而出，雖然他在精神層面上顯然不夠格，但還是協助少年團阻止部隊進攻。弗拉克森人因迅速衰老而撤退，少年團首領機器人推斷是他們的故鄉和地球的時間流速不同所導致。馬克認出少年團的原子伊芙是高中同學，便自揭身分並和伊芙成為好友。當弗拉克森人克服衰老並再次侵略地球時，少年團成功將其擊退。當弗拉克森人再次捲土重來時，康復的諾蘭現身並摧毀他們的星球，而大眾也知曉了守護者的死訊。馬克和想為行星聯盟測試地球防禦能力的外星人艾倫起衝突，但兩人釐清誤會後，兩人友好地道別。與此同時，惡魔偵探達米安·暗血向西索報告調查結果，推測兇手是英雄之一。             |                        |                |                 |               |
| 3 | 你說誰是醜八怪？（Who You Calling Ugly?）   | Jeff Allen     | Chris Black     | 2021年3月25日 |
| 在電視轉播的公祭後，葛瑞森一家和守護者的家人們參加了守護者們家祭。暗血向諾蘭暗示自己在懷疑他。西索考量到機器人的戰略能力，委請它建立新的地球守護者，因此機器人把幾位少年團成員和其他英雄（怪獸女孩、縮縮芮、黑參孫）納入團隊，然而伊芙發現自己的隊友兼男友雷克斯與隊友雙倍凱特偷情，所以她退出團隊。馬克拿到安柏的電話號碼，並相約和她開讀書會，在他幫伊芙阻止地震博士攻擊拉什莫爾山時，讀書會被迫中斷，不過安柏還是等他回來。雷克斯試圖向伊芙道歉，但伊芙不接受，她去找馬克時，發現馬克在床上和安柏親熱。機器人暗中協助莫勒雙子越獄，但其中一人犧牲了。暗血問戴比有關諾蘭的訊息，發現諾蘭沒有對她透露消息，而諾蘭也感覺到暗血逗留的蛛絲馬跡。                                        |                        |                |                 |               |
| 4 | 阿姆斯壯，你算老幾（Neil Armstrong, Eat Your Heart Out） | Jeff Allen     | Ryan Ridley     | 2021年4月1日  |
| 前地球守護者赤速的遺孀奧爾嘉委託戴比賣她的房子，讓她可以了無牽掛地回老家莫斯科。西索要求諾蘭參與保護首次火星載人探測任務，但諾蘭不願意，並表示自己的責任是保衛地球，馬克便自告奮勇。儘管成功著陸，但馬克一時不查，讓火星人綁架了太空人。火星皇帝下令處決他們，以防寄生在他們身上的烏賊犬隨他們返回地球並摧毀宇宙。馬克帶著所有人撤離火星，但他沒發現其中一人已被火星人取代。另一方面，諾蘭和黛比在羅馬度假，他陳述片面事實以重新獲取黛比信任。西索意識到諾蘭是兇手，但還未確定他的動機，所以按兵不動，並把不打算放棄查案的暗血流放到地獄，但他不知道暗血已將筆記本藏在黛比的壁櫥裡。倖存的莫勒再次製造分身，而機器人監控其進度和技術，並竊取雷克斯的DNA，交付給自己的本體畸形人魯迪。 |                        |                |                 |               |
| 5 | 痛徹心扉（That Actually Hurt）           | Jeff Allen     | Christine Lavaf | 2021年4月8日  |
| 黛比找到暗血的記事本後，重燃對諾蘭的疑心，並趁諾蘭不注意時找到他那件沾染血跡的戰服。機器人暗中接觸莫勒雙子，並雇用他們進行複製工作。馬克難以兼顧超級英雄的工作及和安柏的約會，他承諾會和安柏一起下廚，然而他得幫有超能力的打手泰坦扳倒他的毒販老闆機器頭，因而失約。機器頭預測到他們的行動，並雇了多名手下以確安全。守護者前來支援，但馬克、怪獸女孩和黑參孫被戰獸擊敗，逼得剩下的守護者進行團隊合作，並擊敗其他手下，而戰獸則因瞧不起對手而離去。機器頭遭到逮捕，守護者將傷者送醫，泰坦接管了機器頭的工作。地球防衛機構的科學家對馬克的血液樣本進行測試，發現任何方式都無法對其細胞造成致命傷。                                                                                      |                        |                |                 |               |
| 6 | 你一副死樣（You Look Kinda Dead）         | Paul Furminger | Curtis Gwinn    | 2021年4月15日 |
| 馬克在住院六天後康復，並和安柏和解，兩人陪他的好友威廉出遊，去見威廉暗戀的對象瑞克。然而瘋狂科學家D·A·辛克萊製造的改造人逃了出來大肆破壞，在馬克穿上無敵少俠戰服並與他對戰時，威廉推斷出馬克便是無敵少俠，而安柏卻因為馬克在改造人來襲時「逃跑」而和他分手。他犧牲了和解的機會，前去營救被辛克萊綁架並改造的瑞克，威廉成功喚起瑞克的殘留的人性，並協助馬克取勝。辛克萊被捕後，西索對他的技術很感興趣。另一方面，亞特檢測黛比交給自己的染血戰服，得知諾蘭是殺死守護者的兇手，黛比藉酒消愁並質問諾蘭原因，而諾蘭避而不談。莫勒雙子持續為機器人製作肉體，並暗中挖掘永生俠的屍體。伊芙受安柏啟發，放棄升學並以超能力直接進行人道救援。                                                    |                        |                |                 |               |
| 7 | 我們需要談談（We Need to Talk）       | Jeff Allen     | Simon Racioppa  | 2021年4月22日 |
| 黛比搬到地球防衛機構，並和西索一起見證諾蘭殺死諾蘭的部下。在莫勒雙子的協助下，魯迪複製出健全的肉體供自己使用，並將原先畸形的本體安樂死。西索召集了守護者，在西索下命令之前，魯迪以本體示人，並表示自己長期遠端操控機器人，眾人震驚不已且難以諒解。西索試圖和諾蘭交談來拖延時間，並在撤退後派出辛克萊的改造人和強化怪獸殺他。在英雄工作和情場都失意的馬克尋求伊芙協助，之後兩人撞見與怪獸對抗的諾蘭，馬克出手援助父親，而西索則命令伊芙撤離並與守護者會合。馬克制伏了怪獸，而莫勒雙子成功復活永生俠，後者甦醒後前去找全向俠復仇，新聞攝影機直播了全向俠殺死永生俠的畫面，隨後諾蘭終於表示要和馬克談一談。                                                                              |                        |                |                 |               |
| 8 | 我的真實出身（Where I Really Come From）       | Jeff Allen     | Robert Kirkman  | 2021年4月29日 |
| 諾蘭坦承自己是被派來征服地球的維特魯姆帝國侵略者，但他無法說服馬克加入，只好把他痛扁一頓，過程中毀了芝加哥。但在諾蘭想起馬克的童年時，他意識到自己的人性和對馬克的愛，便悲傷地離開地球。守護者和伊芙支援芝加哥的救援行動，全世界都知道全向俠的背叛，西索協助掩蓋了諾蘭的身分，馬克和安柏舊情復燃，而安柏和威廉也得知了伊芙的超級英雄身分。馬克收到艾倫的通報，得知因為諾蘭擅離職守，維特魯姆帝國可能派軍到地球，但艾倫認為馬克應該有能力阻止。馬克打算讀完高中，而邪惡勢力也蠢蠢欲動。 |                        |                |                 |               |

## 外部連結
- 官方网站
- 互联网电影数据库（IMDb）上《無敵少俠》的资料（英文）